# Zedekia

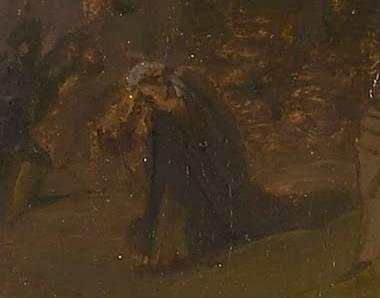
Zedekia, seiner Söhne beraubt und geblendet, verlässt das brennende Jerusalem (586 v. Chr.); Ausschnitt aus Rembrandts Gemälde Jeremia beklagt die Zerstörung Jerusalems (1630)

Zedekia oder Zidkija (hebräisch צִדְקִיָּהוּ ṣidqîjāhû, deutsch ‚JHWH ist (meine) Gerechtigkeit‘; * 618; † nach 586 v. Chr.) war der letzte König des Reiches Juda (Südreich) in der Königszeit Israels. Er hieß als dritter Sohn Josias ursprünglich Mataniah. Der babylonische König Nebukadnezar II. änderte Mataniahs Namen nach der Inthronisierung in Zedekia.

## Regentschaft

Ungefähre Ausdehnung des neubabylonischen Reiches im 6. Jahrhundert v. Chr.

Die wichtigste Quelle für das Leben Zedekias sind die Bücher Könige und Chronik der Bibel. Nach 2. Könige 24,17–25,7  war er der Bruder König Jojakims und somit der Onkel seines Vorgängers König Jojachin, der drei Monate und zehn Tage regierte (2 Chr 36,9 ).
Zedekia wurde gemäß babylonischer Chronik von Nebukadnezar II. in dessen siebtem Regierungsjahr zum König eingesetzt, nachdem dieser etwa im Dezember 598 v. Chr./Januar 597 v. Chr. (Monat Kislimu) gegen Jerusalem gezogen war und nach der Kapitulation am 10. März 597 v. Chr.greg. (2. Addaru) einen Teil des Tempelschatzes plündern und die jüdische Oberschicht mitsamt der Königsfamilie ins Babylonische Exil führen ließ. In 2. Könige 24,12  wird unter Einbeziehung des Akzessionsjahres dagegen das achte Regierungsjahr Nebukadnezars II. genannt.
Übereinstimmend wird berichtet, dass Zedekia 21 Jahre alt war, als er den Thron bestieg, und dass er elf Jahre regierte. Obwohl Nebukadnezar II. Zedekia einen Gotteseid zur Treuewahrung hatte schwören lassen (2. Chronik 36,13 und Ezechiel 17,13ff.), brach Zedekia in seinem neunten Regierungsjahr (589 bis 588 v. Chr.) das Versprechen und verursachte dadurch den Untergang des Südreichs Juda. Offenbar hatte Zedekia Anstrengungen unternommen, eine antibabylonische Koalition zustande zu bringen. Jer 39,5  und 2. Kön 25,6 berichten von der Gerichtsverhandlung vor Nebukadnezar II. Der Prophet Jeremia sieht in Nebukadnezar II. ein Werkzeug Gottes (Jer 25,9 ). Er ließ daraufhin Jerusalem zum zweiten Mal durch Truppen unter dem Kommando Nebusaradans erobern (siehe Eroberung von Jerusalem). Zedekia floh in das Jordantal, wurde dort aber eingeholt und von seinen Gefolgsleuten verlassen. Er wurde gefangen vor Nebukadnezar geführt; dieser ließ seine Söhne vor seinen Augen erschlagen, ließ ihn blenden und führte ihn dann in Ketten nach Babylon (2 Kön 25,4–7 ). Die übliche Strafe bei Bruch des Gotteseides war Hinrichtung. Er blieb dagegen bis zu seinem Tode in Gefangenschaft (Jer 52,6–11 ). Berichten der rabbinischen Geschichtsschreibung zufolge wurde ihm von Nebukadnezar im Laufe seiner 40 Jahre dauernden Gefangenschaft auch eine neue Frau zugeführt.
In die Zeit vor der Eroberung bis zur Zerstörung Jerusalems fiel nach der Chronik das Wirken Jeremias, des von Gott berufenen Völkerpropheten. Während das Königsbuch ihn nicht erwähnt und nur den „Zorn JHWHs“ als Grund des Geschehens andeutet, deutet die Chronik den Untergang der Eigenstaatlichkeit, des Königtums und des Tempels als Gottes Gericht über Zedekias „Verstockung“ und Götzendienst, mit dem er das Haus Gottes (den Tempel) verunreinigt habe:

„Und der Herr, der Gott ihrer Väter, ließ immer wieder gegen sie reden durch seine Boten; denn er hatte Mitleid mit seinem Volk und seiner Wohnung. Aber sie verspotteten die Boten Gottes und verachteten seine Worte und verhöhnten seine Propheten, bis der Grimm des Herrn über sein Volk wuchs und es kein Vergeben mehr gab.“